# ایی‌آی‌دو
ایای دو (به ژاپنی: 居合道، Iaido) یک هنر رزمی ژاپنی است که دربرگیرنده جابجایی‌های نرم، بیرون آوردن کنترل شده شمشیر از غلاف (سایا)، حمله به حریف ذهنی، پاک کردن تیغه از خون چیبوری و برگرداندن شمشیر به غلاف است. بنا بر سلیقه آموزش‌دهندگان، برخی از شاگردان (معمولاً شاگردان تازه‌کار) تمرینات خود را با شمشیر چوبی (بوکِن) و برخی دیگر با شمشیرهای با لبه کند (ایی‌آی‌تو) شروع می‌کنند. هنرجویان ایی‌آی‌دو را با نام ایی‌آی‌دوکا نام دارند.
ایی‌آی‌دو وابسته به شمشیر کاتانا است تقریباً تمام تمرینات آن با کیهون و کاتا است. کاتاهای گوناگونی در مدارس مختلف وجود دارد که بیشت ا و کاتانا اجرا می‌شوند. ایی‌آی‌دو دارای مسابقات کاتا است ولی مسابقات مبارزه‌ای ندارد البته بیشتر مبارزات آن قراردادی و کنترلی که استادان سبک به صورت کنترل شده اجرا شده ست. به همین دلیل در آن بیشتر بر وقار و ظرافت مطلق در اجرای فنون و حرکات سیال همراه با تمرکز شدید روحی بر ذات معنوی شمشیرزنی (ایی‌آی‌دو به ذن در حرکت تشبیه شده‌است) تأکید می‌شود.
کاتا به صورت تنها و با حریف فرضی تمرین می‌شود؛ البته در برخی مدارس کاتاهای دونفره نیز وجود دارند مانند موگای ریو. بیشتر مدارس ایی‌آی‌دو تمرینات بریدن (تامه شه‌گیری) را در دستور کار الزامی خود قرار نداده‌اند اما در جهت آموزش بهتر از آن استفاده می‌کنند. تامشه‌گیری بیشتر در قرن‌ها پیش برای تست شمشیرهای ساخته شده به کار می‌رفته‌است و به هیچ عنوان نمی‌توان از آن در جهت آموزش استفاده کرد زیرا روش ایای دو بیشتر برکشیدن شمشیر دلالت می‌کند

## نام‌گذاری

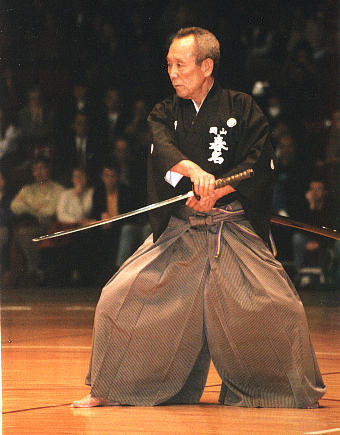
یک استاد ایی‌آی‌دو که هاکاما بر تن کرده‌است.

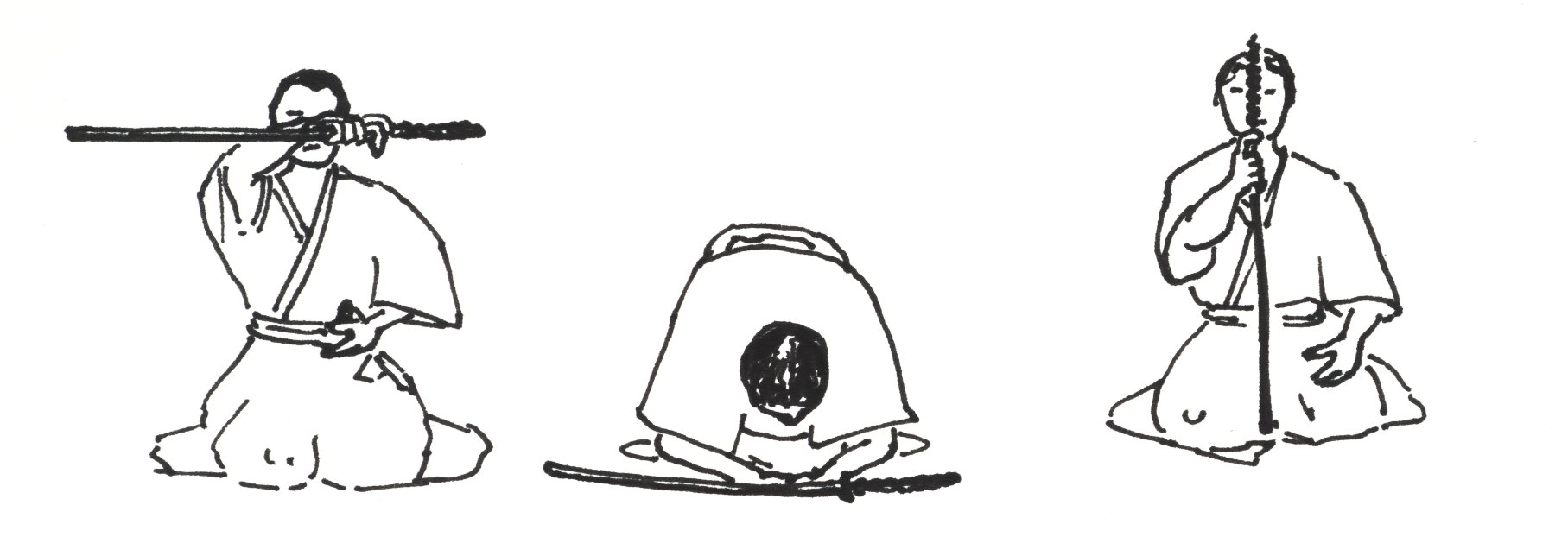
احترام به شمشیر پیش از تمرین و پس از آن.

ایی‌آی‌دو را می‌توان به روش حضور ذهن و واکنش سریع معنی کرد. این نام در سال ۱۹۳۰ و به جای نام ادبی باتوجوتسو (به ژاپنی: 抜刀術 به معنی هنر کشیدن شمشیر) برگزیده شد.
باتوجوتسو نامی تاریخی است که به ژاپن قرن پانزدهم برمی‌گردد و شامل بیرون آوردن شمشیر و بریدن (تامه‌شیگیری) است. اصطلاح ایی‌آی‌جوتسو (居合術) از پیش از دوره توکوگاوا (پیش از ۱۶۰۳ میلادی) شناخته شده‌بود و اصطلاح ایی‌آی‌دو از سال ۱۹۳۲ شناخته شده‌است. واژه ایی‌آی‌دو را طبق روند کلی آن زمان (زدن پسوند به خاطر گندای بودو) با جایگزینی پسوند جوتسو با دو برای تأکید بر بخش روحی و فلسفی ساخته‌اند. از ایی‌آی‌دو برای نام بردن از روش‌ها و مکاتب مدرن شمشیرزنی (همچون کِندو در فدراسیون کِندوی ژاپن) استفاده می‌شود و از ایی‌آی‌جوتسو در مجموعه فنون و مکاتب جنگی باستانی ژاپن کوریو که به‌طور رسمی تا اواخر قرن نوزدهم فعال بودند. تأکید پایه در ایی‌آی‌دو بر خلوص روحی و حالت روانی آمادگی کامل ذهن (居) است. تأکید دوم آن بر اجرای فن یا مجموعه فنون، شامل بیرون آوردن شمشیر و مقابله هر چه سریعتر با حمله ناگهانی است (合)

### سه‌تِی ایی آی دو
سه‌تِی ایی‌آی‌دو (制定، Seitei Iaido) به معنی پایه ایی‌آی‌دو، یا ذن نیپون کندو رِنمِی ایی‌آی‌دو مجموعه استاندارد کاتاهای ایی‌آی‌دو است که فدراسیون کندو تمام ژاپن (AJKF یا ZNKR) در سال ۱۹۶۸ آن را تدوین کرده‌است. این مجموعه شامل ۱۲ فرم (سه‌تای-گاتا) است که برای آموزش، ترفیع و گسترش ایی‌آی‌دو در سراسر جهان بکارمی‌رود. اگرچه تمام دوجوها این مجموعه را ممکن است آموزش ندهند اما AJKF از آن به عنوان استانداری برای آزمون‌های ایی‌آی‌دو و شیای استفاده می‌کنند. این مجموعه به عنوان فرم‌های استاندارد ایی‌آی‌دو در ژاپن و سراسر جهان شناخته شده و در همه جا به صورت یکسان اجرا و تمرین می‌شوند.

### توهو ایی‌آی‌دو
فدراسیون ایی‌آی‌دوی تمام ژاپن (ZNIR که در سال ۱۹۴۸ بنیان نهاده شد) مجموعه شامل پنج فرم دارد که به عنوان جایگزین سه‌تی ایی‌آی‌دو شناخته شده و از پنج مدرسه شناخته شده ایی‌آی‌دو گرفته شده‌اند.
- مائه‌گیری از مکتب موسو جیکیدِن اِیشین‌ریو
- زِنگوگیری از مکتب موگای‌ریو
- کیری‌آگه از مکتب شیندو مونِن‌ریو
- شیهوگیری از مکتب سویوریو
- کیساکی گائه‌شی از مکتب هوکی‌ریو